# Frank Benseler
Frank Benseler (* 22. September 1929 in Remscheid; † 22. Dezember 2021 in Borchen) war ein deutscher Soziologe und Hochschullehrer an der Universität Paderborn.

## Leben
Benseler wurde 1958 an der Universität zu Köln mit einer Arbeit zum Thema Die Diktatur des Proletariats in der Verfassung der Föderativen Volksrepublik Jugoslawien zum Dr. iur. promoviert.
Er war lange Jahre als profilierter Lektor und Herausgeber sozialwissenschaftlicher Werke beim Luchterhand Verlag tätig, ab 1967 als Cheflektor. Die dort von ihm, gemeinsam mit Heinz Maus und Friedrich Fürstenberg, ab 1959 herausgegebene Reihe Soziologische Texte war mit ihren insgesamt 103 Bänden damals die angesehenste soziologische Schriftenreihe der Bundesrepublik Deutschland. Die Reihe brachte erstmals auch französisch- und englischsprachige Soziologen – wie zum Beispiel die Autoren Émile Durkheim, Lucien Goldmann, Eric Hobsbawm, Lewis Coser, Seymour Martin Lipset, Charles Wright Mills, William Fielding Ogburn und Talcott Parsons – dem deutschsprachigen Publikum näher. In dieser Reihe erschienen auch Herbert Marcuses amerikanische Publikationen Anfang der 1960er Jahre erstmals in deutscher Übersetzung.
Zusammen mit dem Suhrkamp-Lektor Walter Boehlich war Benseler Schöpfer des Begriffs der „Literaturproduzenten“, die als Bewegung auf den Frankfurter Buchmessen von 1967 und 1968 für kurze Zeit die Branche erschreckte.
1972 wurde Benseler auf einen Lehrstuhl für Soziologie der neu gegründeten Universität/Gesamthochschule Paderborn berufen, den er bis zu seiner Emeritierung (1994) innehatte. Seine Arbeitsschwerpunkte waren Literatursoziologie und Geschichte der Soziologie.
Benseler war Herausgeber der Werkausgabe von Georg Lukács und Initiator des Zeitschriftenprojekts Erwägen Wissen Ethik sowie Mitherausgeber der Zeitschrift Demokratische Erziehung.

## Mitgliedschaft
- PEN-Zentrum Deutschland

## Veröffentlichungen (Auswahl)

### Monografien
- Zusammen mit Hannelore May, Hannes Schwenger: Literaturproduzenten. Edition Voltaire, Berlin 1970.

### Herausgeberschaften
- Festschrift zum 80. Geburtstag von Georg Lukács. Verlag Hermann Luchterhand. Neuwied / Berlin 1965.
- Revolutionäres Denken – Georg Lukács. Eine Einführung in Leben und Werk. Luchterhand, Neuwied 1984, ISBN 3-472-88020-1.
- Georg Lukács Werke. Nicht abgeschlossen. Luchterhand, Neuwied.

### Aufsätze
- Zusammen mit Bettina Blanck, Rainer Greshoff, Werner Loh: Alternativer Umgang mit Alternativen. Aufsätze zu Philosophie und Sozialwissenschaften. Westdeutscher Verlag, Opladen 1994, ISBN 3-53112-647-4.

## Über Frank Benseler
- Kürschners Deutscher Gelehrten-Kalender. 22. Ausgabe, 2009, Band 1, S. 248.
- Willi Winkler: Zum Tod des Lektors Frank Benseler. In: Süddeutsche Zeitung vom 3. Januar 2022, S. 10,
- Nachruf: Hans Altenhein erinnert an Frank Benseler. In: Börsenblatt vom 5. Januar 2022
- Oliver Römer: Die Aufhebung des Autors. Eine Erinnerung an Frank Benseler (1929–2021), veröffentlicht am 24. Januar 2022 auf soziopolis.de.